# Alessandra de Osma
Alessandra de Osma Foy (Lima, 21 de marzo de 1988) es una abogada, diseñadora y exmodelo peruana. Es miembro de la familia real de Hannover a través de su matrimonio con el príncipe Christian de Hannover.

## Biografía
Nació en Lima, Perú. Es la hija de Felipe de Osma Berckemeyer y Elizabeth Foy Vásquez. Su padre es un ejecutivo de Hermes, una empresa de gestión de dinero peruana, y su madre es una exmodelo. Por su familia paterna, es descendiente de Felipe de Osma y Pardo, reconocido abogado, diplomático y político peruano.

## Carrera
Cuando de Osma tenía 16 años firmó con la agencia Ford Models en Nueva York. Ha modelado para Missoni y Bottega Veneta. Estudió Derecho en la Universidad de Lima y tiene una maestría en moda y gestión empresarial de la Universidad de Navarra. En 2018 lanzó su propia marca de ropa Moi & Sass con Moira Laporta.

## Vida privada
De Osma conoció al príncipe Cristián de Hannover, el segundo hijo de Ernesto Augusto de Hannover, en 2005 por amigos en común y cuando él estaba de vacaciones en Perú. Comenzaron a salir en 2009. La pareja se comprometió en 2017. Se casaron en una ceremonia civil en noviembre de 2017 en Londres. Se casaron por segunda vez en una ceremonia católica en la Basílica y convento de San Pedro en Lima, Perú el 16 de marzo de 2018. La mediohermana menor del novio, la princesa Alejandra, fue dama de honor. De Osma lució la tiara floral Hannover, que había sido llevada anteriormente por la princesa Carolina de Mónaco. Entre los invitados a la boda religiosa se encontraban, la princesa Beatriz de York, la princesa Eugenia de York, la princesa Olimpia de Grecia, el conde Nikolai von Bismarck y Kate Moss. La boda duró tres días e incluyó también un almuerzo en el Club Nacional y una recepción en el Museo Pedro de Osma.
La pareja reside en Madrid. La pareja anunció en marzo de 2020 que estaban esperando mellizos. Alessandra dio a luz el 7 de julio de 2020 al príncipe Nicolás y a la princesa Sofía de Hannover en Madrid. En diciembre de 2023 se confirmó que estaba embarazada de su tercer hijo que nacerá en la primavera de 2024. El 11 de febrero de 2024 nacía en Madrid su tercera hija, Alexia.